# Джамея Джексон
Джамея Джексон (англ. Jamea Jackson; нар. 7 вересня 1986) — колишня американська тенісистка.
Найвищу одиночну позицію світового рейтингу — 45 місце досягла 13 листопада, 2006, парну — 266 місце — 30 жовтня, 2006 року.
Здобула 2 одиночні титули туру ITF.
Найвищим досягненням на турнірах Великого шолома було 2 коло в одиночному та змішаному парному розрядах.
Завершила кар'єру 2009 року.

## Фінали турнірів WTA

### Одиночний розряд (1 поразка)
| Легенда          |
| Великий шлем (0) |
| Чемпіонати WTA   |
| Tier I (0)       |
| Tier II (0)      |
| Tier III (1)     |
| Tier IV & V (1)  |

| Результат | Ранг | Дата           | Турнір                              | Покриття | Суперниця       | Рахунок              |
| --------- | ---- | -------------- | ----------------------------------- | -------- | --------------- | -------------------- |
| Поразка   | 1.   | 18 червня 2006 | Birmingham Classic, Велика Британія | Трава    | Віра Звонарьова | 7–6(14–12), 7–6(7–5) |

## Фінали ITF

### Одиночний розряд (2–1)
| Результат | Ранг | Дата              | Турнір               | Покриття | Суперниця     | Рахунок       |
| --------- | ---- | ----------------- | -------------------- | -------- | ------------- | ------------- |
| Перемога  | 1.   | 22 червня 2003    | Даллас, США          | Тверде   | Анджела Гейнс | 7–6(7–5), 6–3 |
| Поразка   | 1.   | 16 травня 2004    | Шарлотсвілл, США     | Ґрунт    | Марісса Ірвін | 3–6, 6–7(5–7) |
| Перемога  | 2.   | 21 листопада 2004 | Тусон (Аризона), США | Тверде   | Стефані Дюбуа | 7–6(7–5), 7–5 |

## Виступи в одиночних турнірах Великого шолома
| W | Ф | ПФ | ЧФ | #Р | КТ | К# | DNQ | A | NH |

| Турнір                                 | 2004 | 2005 | 2006 | 2007 | 2008 | Career W–L |
| -------------------------------------- | ---- | ---- | ---- | ---- | ---- | ---------- |
| Відкритий чемпіонат Австралії з тенісу |      | К2р  | 2р   |      |      | 1–1        |
| Відкритий чемпіонат Франції з тенісу   |      | К1р  | 2р   | 1р   |      | 1–2        |
| Вімблдонський турнір                   |      | 2р   | 2р   | 1р   |      | 2–3        |
| Відкритий чемпіонат США з тенісу       | 1р   | 1р   | 2р   | 1р   | 1р   | 1–5        |
| В-П                                    | 0–1  | 1–2  | 4–4  | 0–3  | 0–1  | 5–11       |